# Aritenyesebokhe
Aritenyesebokhe war ein nubischer König, der wohl im zweiten nachchristlichen Jahrhundert regierte.
Er ist bisher nur von seiner Pyramide Beg N30 in Meroe bekannt. Neben dieser Pyramide fanden sich im Schutt zwei Blöcke mit seinem Namen. Die Zuordnung der Pyramide zu diesem Herrscher ist also nicht vollkommen sicher. Sein Name ist auch noch auf dem Fragment einer Opfertafel belegt, die sich auch in der Nekropole von Meroe fand.
Aritenyesebokhe trug einen nach ägyptischem Vorbild und in ägyptischen Hieroglyphen geschriebenen Thronnamen: Cheperkare.